# Overthrow
Overthrow war eine kanadische Death- und Thrash-Metal-Band aus Scarborough, die im Jahr 1987 gegründet und 1991 wieder aufgelöst wurde.

## Geschichte
Die Band wurde im Januar 1987 von Bassist und Sänger Nick Sagias, Schlagzeuger Wayne Powell und den Gitarristen Derek Rockall und Ian Mumble gegründet. Zusammen entwickelten sie die ersten Stücke, die im April 1989 als Demo Bodily Domination veröffentlicht wurden. Das Demo wurde von Brian Taylor (Sacrifice, Slaughter) produziert. Im November desselben Jahres verließ Derek Rockall die Band und wurde durch Ken Wakefield ersetzt. Im Juni 1990 nahm die Band ihr Debütalbum Within Suffering in den Morrisound Studios unter der Leitung von Tom Morris auf. Scott Burns (Obituary, Death) war dabei als Produzent tätig. Außerdem erschien auch ein Musikvideo zu dem Lied Suppression. Im Jahr 1991 löste sich die Band wieder auf.

## Stil
Die Band spielt eine Mischung aus klassischem Thrash- und Death-Metal, wobei die hohe Aggressivität und de hohe Geschwindigkeit der Lieder charakteristisch ist.

## Diskografie
- Bodily Domination (Demo, 1989, Eigenveröffentlichung)
- Within Suffering (Demo, 1990, Epidemic Records)